# Batalla del río Halis
La batalla del río Halis, también conocida como la batalla de Pteria, fue un enfrentamiento armado acaecido entre dos importantes imperios de la Antigüedad, el incipiente Imperio persa y el reino de Lidia en su apogeo, y fechado en el año 547 o 546 a. C.
En sus primeros momentos de expansión del Imperio persa, Ciro II se enfrentó al rey de Lidia, Creso, descendiente de una poderosa dinastía, la Mermnada, que había logrado someter Anatolia occidental. Antes del auge de los persas, los lidios habían acordado con los medos establecer la frontera entre ambas potencias en el río Halis (el actual Kizil Irmak). Con la asimilación de los medos por parte de los persas, Creso aspiraba a expandirse hacia el Este, donde había de enfrentarse inevitablemente al empuje persa. Antes de enfrentarse a ellos, Creso envió un mensajero al Oráculo de Delfos, que le respondió que si cruzaba el río Halis con un ejército, destruiría un imperio.
Alentado por la profecía, llevó su ejército desde su capital Sardes hacia el Este, cruzando el Halis y tomando la ciudad de Pteria, esclavizando a sus ciudadanos. Ciro reunió a sus tropas y, tras haber intentado sin éxito la defección de los aliados jonios de Creso, ofreció batalla a los lidios en Pteria. Según Heródoto, las fuerzas lidias eran muy inferiores a las rivales, y tras sufrir ambos bandos grandes pérdidas, Creso decidió retirarse hacia Sardes. Esta derrota táctica de Creso implicaría a la larga que el vaticinio del Oráculo se cumpliera efectivamente: al cruzar el río Halis, Creso había propiciado la caída de un imperio, el suyo.
Posteriormente se libraría la batalla de Timbrea, que supondría una victoria decisiva de Ciro sobre el reino lidio.